# Scleroprocta balcanica
Scleroprocta balcanica är en tvåvingeart som beskrevs av Jaroslav Stary 1976. Scleroprocta balcanica ingår i släktet Scleroprocta och familjen småharkrankar. Inga underarter finns listade i Catalogue of Life.